# Neopanope packardii
Neopanope packardii är en kräftdjursart som först beskrevs av Kingsley 1871.  Neopanope packardii ingår i släktet Neopanope och familjen Panopeidae. Inga underarter finns listade i Catalogue of Life.